# Бангура, Алекс
Алекс Бангура (англ. Alex Bangura; род. 13 июля 1999, Мокомре) — сьерра-леонский и нидерландский футболист, левый защитник английского клуба «Мидлсбро» и сборной Сьерра-Леоне.

## Клубная карьера

### Начало карьеры
Родился в местечке Мокомре, Сьерра-Леоне, но в детстве вместе с родителями переехал в Нидерланды. Начал заниматься футболом в секции любительского клуба «Де Роттердамс Леу», а в 9 лет перебрался в Академию «Фейеноорда». Начинал играть на позиции вингера. Прошёл через все юношеские и молодёжные команды «Фейеноорда», в частности сыграв 6 матчей в юношеской лиге УЕФА в сезоне 2017/18. 

### «Камбюр»
Летом 2018 года на правах свободного агента перешёл в клуб Эрстедивизи «Камбюр», где первоначально выступал за команду (до 21 года) в резервной лиге.  4 февраля 2019 года дебютировал за основную команду в выездном поединке против «Йонг АЗ» (1:2).  В сезоне 2020/21 закрепился в основном составе «Камбюра» и вместе со своей командой стал победителем Эрстедивизи, завоевав путевку в высший дивизион. 15 августа 2021 года дебютировал в Эредивизи в домашнем матче против «Гронингена» (1:2).  В сезоне 2022/23 стал капитаном «Камбюра». 

### «Мидлсбро»
1 сентября 2023 года подписал 4-летний контракт с клубом английского Чемпионшипа «Мидлсбро», сумма трансфера составила около £1 млн. Дебютировал 16 сентября в гостевой встрече против «Блэкберн Роверс» (1:2), выйдя в стартовом составе. 8 ноября 2023 года забил первый гол за «Мидлсбро» в домашнем поединке против «Престон Норт Энд» (4:0).

## Международная карьера
Бангура родился в Сьерра-Леоне, но также имеет нидерландское гражданство. В марте 2022 года впервые был вызван в сборную Сьерра-Леоне, за которую дебютировал 24 марта в товарищеском поединке против сборной Того (0:3).

## Достижения
«Камбюр»
- Победитель Эрстедивизи: 2020/21